# Chile a 2012. évi nyári olimpiai játékokon
Chile a nagy-britanniai Londonban megrendezett 2012. évi nyári olimpiai játékok egyik részt vevő nemzete volt. Az országot az olimpián 17 sportágban 35 sportoló képviselte, akik érmet nem szereztek.

## Asztalitenisz
Női
| Versenyző       | Versenyszám | Selejtező         | 64-es főtábla                            | 48-as főtábla     | 32-es főtábla     | Nyolcaddöntő      | Negyeddöntő       | Elődöntő          | Döntő             | Helyezés |
| Versenyző       | Versenyszám | Ellenfél Eredmény | Ellenfél Eredmény                        | Ellenfél Eredmény | Ellenfél Eredmény | Ellenfél Eredmény | Ellenfél Eredmény | Ellenfél Eredmény | Ellenfél Eredmény | Helyezés |
| --------------- | ----------- | ----------------- | ---------------------------------------- | ----------------- | ----------------- | ----------------- | ----------------- | ----------------- | ----------------- | -------- |
| Berta Rodríguez | Egyes       | erőnyerő          | Tian Yuan (CRO) · 6–11, 6–11, 7–11, 7–11 | kiesett           | kiesett           | kiesett           | kiesett           | kiesett           | kiesett           | 49.      |

## Atlétika
Férfi
| Versenyző      | Versenyszám     | Előfutam | Előfutam | Előfutam | Elődöntő | Elődöntő | Elődöntő | Döntő    | Döntő    |
| Versenyző      | Versenyszám     | Idő      | Hely.    | Össz.    | Idő      | Hely.    | Össz.    | Idő      | Helyezés |
| -------------- | --------------- | -------- | -------- | -------- | -------- | -------- | -------- | -------- | -------- |
| Cristián Reyes | 200 m           | 21,29    | 7.       | 49.      | kiesett  | kiesett  | kiesett  | kiesett  | kiesett  |
| Yerko Araya    | 20 km gyaloglás |          |          |          |          |          |          | 1:25:27  | 41.      |
| Edward Araya   | 50 km gyaloglás |          |          |          |          |          |          | kizárták | kizárták |

| Versenyző          | Versenyszám | 100 m | 100 m | Távolugrás | Távolugrás | Súlylökés | Súlylökés | Magasugrás | Magasugrás | 400 m | 400 m | 110 m gát | 110 m gát | Diszkoszvetés | Diszkoszvetés | Rúdugrás | Rúdugrás | Gerelyhajítás | Gerelyhajítás | 1500 m  | 1500 m | Végeredmény | Végeredmény |
| Versenyző          | Versenyszám | Idő   | Pont  | Eredmény   | Pont       | Eredmény  | Pont      | Eredmény   | Pont       | Idő   | Pont  | Idő       | Pont      | Eredmény      | Pont          | Eredmény | Pont     | Eredmény      | Pont          | Idő     | Pont   | Pont        | Helyezés    |
| ------------------ | ----------- | ----- | ----- | ---------- | ---------- | --------- | --------- | ---------- | ---------- | ----- | ----- | --------- | --------- | ------------- | ------------- | -------- | -------- | ------------- | ------------- | ------- | ------ | ----------- | ----------- |
| Gonzalo Barroilhet | Tízpróba    | 11,18 | 821   | 680 cm     | 767        | 14,49 m   | 758       | 205 cm     | 850        | 51,07 | 766   | 14,12     | 959       | 41,27 m       | 690           | 540 cm   | 1035     | 57,25 m       | 697           | 4:48,23 | 629    | 7972        | 13.         |

Női
| Versenyző      | Versenyszám | Eredmény | Helyezés |
| -------------- | ----------- | -------- | -------- |
| Érika Oliveira | Maraton     | 2:36:41  | 64.      |
| Natalia Romero | Maraton     | 2:37:47  | 69.      |

| Versenyző      | Versenyszám   | Selejtező | Selejtező | Döntő    | Döntő    |
| Versenyző      | Versenyszám   | Eredmény  | Helyezés  | Eredmény | Helyezés |
| -------------- | ------------- | --------- | --------- | -------- | -------- |
| Natalia Ducó   | Súlylökés     | 18,45 m   | 12.       | 18,80 m  | 9.       |
| Karen Gallardo | Diszkoszvetés | 60,09 m   | 21.       | kiesett  | kiesett  |

## Birkózás

### Férfi
Kötöttfogású
| Versenyző   | Versenyszám | Selejtező         | Nyolcaddöntő                       | Negyeddöntő       | Elődöntő          | Vigaszág első kör | Vigaszág elődöntő | Bronz- mérkőzés   | Döntő             | Helyezés |
| Versenyző   | Versenyszám | Ellenfél Eredmény | Ellenfél Eredmény                  | Ellenfél Eredmény | Ellenfél Eredmény | Ellenfél Eredmény | Ellenfél Eredmény | Ellenfél Eredmény | Ellenfél Eredmény | Helyezés |
| ----------- | ----------- | ----------------- | ---------------------------------- | ----------------- | ----------------- | ----------------- | ----------------- | ----------------- | ----------------- | -------- |
| Andrés Ayub | 120 kg      | erőnyerő          | Guram Pherselidze (GEO) · 0–2, 0–2 | kiesett           | kiesett           |                   |                   |                   |                   | 18.      |

## Cselgáncs
Férfi
| Versenyző        | Versenyszám | Selejtező         | 32-es főtábla                               | Nyolcaddöntő      | Negyeddöntő       | Elődöntő          | Vigaszág elődöntő | Bronz- mérkőzés   | Döntő             | Helyezés |
| Versenyző        | Versenyszám | Ellenfél Eredmény | Ellenfél Eredmény                           | Ellenfél Eredmény | Ellenfél Eredmény | Ellenfél Eredmény | Ellenfél Eredmény | Ellenfél Eredmény | Ellenfél Eredmény | Helyezés |
| ---------------- | ----------- | ----------------- | ------------------------------------------- | ----------------- | ----------------- | ----------------- | ----------------- | ----------------- | ----------------- | -------- |
| Alejandro Zuñiga | Harmatsúly  | erőnyerő          | Lasha Shavdatuashvili (GEO) · 000(2)–101(0) | kiesett           | kiesett           | kiesett           |                   |                   |                   | 17.      |

## Evezés
Férfi
| Versenyző     | Versenyszám  | Előfutam | Előfutam | Vigaszág | Vigaszág | Negyeddöntő | Negyeddöntő | Elődöntő | Elődöntő | Elődöntő | Döntő | Döntő   | Döntő | Helyezés |
| Versenyző     | Versenyszám  | Idő      | Hely.    | Idő      | Hely.    | Idő         | Hely.       | Típus    | Idő      | Hely.    | Típus | Idő     | Hely. | Helyezés |
| ------------- | ------------ | -------- | -------- | -------- | -------- | ----------- | ----------- | -------- | -------- | -------- | ----- | ------- | ----- | -------- |
| Óscar Vásquez | Egypárevezős | 7:06,33  | 5.       | 7:09,12  | 2.       | 7:24,07     | 6.          | C/D      | 7:57,36  | 5.       | D     | 7:36,79 | 5.    | 23.      |

## Íjászat
Női
| Versenyző          | Versenyszám | Selejtező | Selejtező | 64-es főtábla                       | 32-es főtábla     | Nyolcaddöntő      | Negyeddöntő       | Elődöntő          | Döntő             | Helyezés |
| Versenyző          | Versenyszám | Pont      | Kiemelt   | Ellenfél Eredmény                   | Ellenfél Eredmény | Ellenfél Eredmény | Ellenfél Eredmény | Ellenfél Eredmény | Ellenfél Eredmény | Helyezés |
| ------------------ | ----------- | --------- | --------- | ----------------------------------- | ----------------- | ----------------- | ----------------- | ----------------- | ----------------- | -------- |
| Denisse van Lamoen | Egyéni      | 645       | 31.       | Krisztine Eszebua (GEO) (34.) · 0–6 | kiesett           | kiesett           | kiesett           | kiesett           | kiesett           | 33.      |

## Kerékpározás

### Országúti kerékpározás
Férfi
| Versenyző       | Versenyszám   | Idő             | Helyezés |
| --------------- | ------------- | --------------- | -------- |
| Gonzalo Garrido | Mezőnyverseny | 5:46:37 (+0:40) | 72.      |

Női
| Versenyző   | Versenyszám   | Idő             | Helyezés        |
| ----------- | ------------- | --------------- | --------------- |
| Paola Muñoz | Mezőnyverseny | limitidőn kívül | limitidőn kívül |

### Pálya-kerékpározás
Omnium
| Versenyző     | Versenyszám | 200 méter | 200 méter | 30 km-es pontverseny | 30 km-es pontverseny | Kieséses verseny | 4 km-es egyéni üldözőverseny | 4 km-es egyéni üldözőverseny | 15 km-es scratch | 15 km-es scratch | 1000 m-es időfutam | 1000 m-es időfutam | Összesítés | Összesítés |
| Versenyző     | Versenyszám | Idő       | Hely.     | Pont                 | Hely.                | Hely.            | Eredmény                     | Hely.                        | Lekörözés        | Hely.            | Idő                | Hely.              | Pont       | Helyezés   |
| ------------- | ----------- | --------- | --------- | -------------------- | -------------------- | ---------------- | ---------------------------- | ---------------------------- | ---------------- | ---------------- | ------------------ | ------------------ | ---------- | ---------- |
| Luis Mansilla | Férfi       | 14,270    | 18.       | –40                  | 18.                  | 16.              | 4:53,23                      | 18.                          | 1                | 16.              | 1:08,517           | 18.                | 104        | 18.        |

## Lovaglás
Díjugratás
| Versenyző                                                         | Ló                   | Versenyszám | Selejtező | Selejtező | Selejtező | Selejtező | Selejtező | Selejtező | Selejtező | Selejtező | Döntő   | Döntő   | Döntő   | Végeredmény | Végeredmény |
| Versenyző                                                         | Ló                   | Versenyszám | 1. kör    | 1. kör    | 2. kör    | 2. kör    | 2. kör    | 3. kör    | 3. kör    | 3. kör    | 1. kör  | 1. kör  | 2. kör  | Végeredmény | Végeredmény |
| Versenyző                                                         | Ló                   | Versenyszám | Bünt.     | Hely.     | Bünt.     | Össz.     | Hely.     | Bünt.     | Össz.     | Hely.     | Bünt.   | Hely.   | Bünt.   | Bünt.       | Helyezés    |
| ----------------------------------------------------------------- | -------------------- | ----------- | --------- | --------- | --------- | --------- | --------- | --------- | --------- | --------- | ------- | ------- | ------- | ----------- | ----------- |
| Rodrigo Carrasco                                                  | Or De La Charboniere | Egyéni      | 5         | 53.       | 17        | 22        | 61.       | kiesett   | kiesett   | kiesett   | kiesett | kiesett | kiesett | kiesett     | kiesett     |
| Tomas Couve Correa                                                | Underwraps           | Egyéni      | 6         | 58.       | 5         | 11        | 53.       | kiesett   | kiesett   | kiesett   | kiesett | kiesett | kiesett | kiesett     | kiesett     |
| Carlos Milthaler                                                  | Hyo Altanero         | Egyéni      | 4         | 42.       | 8         | 12        | 56.       | kiesett   | kiesett   | kiesett   | kiesett | kiesett | kiesett | kiesett     | kiesett     |
| Samuel Parot                                                      | Al Calypso           | Egyéni      | 8         | 60.       | 9         | 17        | 59.       | kiesett   | kiesett   | kiesett   | kiesett | kiesett | kiesett | kiesett     | kiesett     |
| Rodrigo Carrasco Tomas Couve Correa Carlos Milthaler Samuel Parot | lásd fentebb         | Csapat      | 15        | 15.       |           |           |           |           |           |           | 22      | 15.     | kiesett | kiesett     | kiesett     |

## Öttusa
| Versenyző      | Versenyszám | Vívás    | Vívás | Vívás | Úszás   | Úszás | Úszás | Lovaglás | Lovaglás | Lovaglás | Lovaglás | Futás/Lövészet | Futás/Lövészet | Futás/Lövészet | Futás/Lövészet | Összesen    | Összesen |
| Versenyző      | Versenyszám | Eredmény | Pont  | Hely. | Idő     | Pont  | Hely. | Idő      | Hibapont | Pont     | Hely.    | Lövőhiba       | Idő            | Pont           | Hely.          | Összes pont | Helyezés |
| -------------- | ----------- | -------- | ----- | ----- | ------- | ----- | ----- | -------- | -------- | -------- | -------- | -------------- | -------------- | -------------- | -------------- | ----------- | -------- |
| Esteban Bustos | Férfi       | 15–20    | 760   | 25.*  | 2:10,52 | 1236  | 27.   | 68,58    | 40       | 1160     | 10.      | 4              | 10:38,72       | 2448           | 10.            | 5604        | 18.      |

* - három másik versenyzővel azonos eredményt ért el

## Sportlövészet
Női
| Versenyző          | Versenyszám | Selejtező | Selejtező | Döntő   | Döntő    |
| Versenyző          | Versenyszám | Pont      | Helyezés  | Pont    | Helyezés |
| ------------------ | ----------- | --------- | --------- | ------- | -------- |
| Francisca Crovetto | Skeet       | 66        | 8.        | kiesett | kiesett  |

## Súlyemelés
Férfi
| Versenyző    | Versenyszám | Szakítás | Szakítás | Lökés    | Lökés    | Összesen | Helyezés |
| Versenyző    | Versenyszám | Eredmény | Helyezés | Eredmény | Helyezés | Összesen | Helyezés |
| ------------ | ----------- | -------- | -------- | -------- | -------- | -------- | -------- |
| Jorge García | 105 kg      | 150      | 15.      | 191      | 15.      | 341      | 14.      |

Női
| Versenyző    | Versenyszám | Szakítás | Szakítás | Lökés    | Lökés    | Összesen | Helyezés |
| Versenyző    | Versenyszám | Eredmény | Helyezés | Eredmény | Helyezés | Összesen | Helyezés |
| ------------ | ----------- | -------- | -------- | -------- | -------- | -------- | -------- |
| María Valdés | 75 kg       | 96       | 10.      | 127      | 8.       | 223      | 9.       |

## Taekwondo
Női
| Versenyző      | Versenyszám | Nyolcaddöntő                 | Negyeddöntő       | Elődöntő          | Vigaszág elődöntő | Bronz- mérkőzés   | Döntő             | Helyezés |
| Versenyző      | Versenyszám | Ellenfél Eredmény            | Ellenfél Eredmény | Ellenfél Eredmény | Ellenfél Eredmény | Ellenfél Eredmény | Ellenfél Eredmény | Helyezés |
| -------------- | ----------- | ---------------------------- | ----------------- | ----------------- | ----------------- | ----------------- | ----------------- | -------- |
| Yeny Contreras | Pehelysúly  | Marlène Harnois (FRA) · 3–14 | kiesett           | kiesett           |                   |                   |                   | 11.      |

## Torna
Férfi
| Versenyző        | Versenyszám | Selejtező | Selejtező | Döntő    | Döntő    |
| Versenyző        | Versenyszám | Pontszám  | Helyezés  | Pontszám | Helyezés |
| ---------------- | ----------- | --------- | --------- | -------- | -------- |
| Enrique González | Talaj       | 15,533    | 6.        | 15,366   | 4.       |
| Enrique González | Ugrás       | 16,149    | 3.        | 16,183   | 4.       |

Női
| Versenyző     | Versenyszám      | Selejtező | Selejtező | Döntő    | Döntő    |
| Versenyző     | Versenyszám      | Pontszám  | Helyezés  | Pontszám | Helyezés |
| ------------- | ---------------- | --------- | --------- | -------- | -------- |
| Simona Castro | Talaj            | 12,600    | 66.       | kiesett  | kiesett  |
| Simona Castro | Felemás korlát   | 12,266    | 68.       | kiesett  | kiesett  |
| Simona Castro | Gerenda          | 12,400    | 57.       | kiesett  | kiesett  |
| Simona Castro | Egyéni összetett | 50,932    | 43.       | kiesett  | kiesett  |

## Triatlon
| Versenyző             | Versenyszám | 1,5 km úszás | Depózás 1 | 40 km kerékpározás | Depózás 2 | 10 km futás | Összesítés | Összesítés |
| Versenyző             | Versenyszám | Idő          | Idő       | Idő                | Idő       | Idő         | Idő        | Helyezés   |
| --------------------- | ----------- | ------------ | --------- | ------------------ | --------- | ----------- | ---------- | ---------- |
| Felipe Van de Wyngard | Férfi       | 18:53        | 0:41      | 58:52              | 0:33      | 34:03       | 1:53:02    | 50.        |
| Bárbara Riveros       | Női         | 19:44        | 0:38      | 1:07:03            | 0:35      | 34:15       | 2:02:15    | 16.        |

## Úszás
| Versenyző       | Versenyszám | Előfutam | Előfutam | Előfutam | Döntő   | Döntő    |
| Versenyző       | Versenyszám | Idő      | Hely.    | Össz.    | Idő     | Helyezés |
| --------------- | ----------- | -------- | -------- | -------- | ------- | -------- |
| Kristel Köbrich | 400 m gyors | 4:12,02  | 2.       | 24.      | kiesett | kiesett  |
| Kristel Köbrich | 800 m gyors | 8:29,55  | 5.       | 14.      | kiesett | kiesett  |

## Vitorlázás
Férfi
| Versenyző                          | Versenyszám    | Futam | Futam | Futam | Futam | Futam | Futam | Futam | Futam | Futam | Futam | Futam   | Pontszám | Helyezés |
| Versenyző                          | Versenyszám    | 1     | 2     | 3     | 4     | 5     | 6     | 7     | 8     | 9     | 10    | É       | Pontszám | Helyezés |
| ---------------------------------- | -------------- | ----- | ----- | ----- | ----- | ----- | ----- | ----- | ----- | ----- | ----- | ------- | -------- | -------- |
| Matías del Solar                   | Laser          | 16    | 32    | 25    | 43    | 20    | 17    | (50*) | 29    | 44    | 29    | kiesett | 255      | 25.      |
| Diego González Parro Benjamín Grez | 470-es osztály | (25)  | 21    | 23    | 23    | 25    | 18    | 18    | 23    | 20    | 25    | kiesett | 196      | 27.      |

* - kizárták (fekete zászló)

## Vívás
Férfi
| Versenyző       | Versenyszám       | Selejtező         | 32-es főtábla            | Nyolcaddöntő      | Negyeddöntő       | Elődöntő          | Bronz- mérkőzés   | Döntő             | Helyezés |
| Versenyző       | Versenyszám       | Ellenfél Eredmény | Ellenfél Eredmény        | Ellenfél Eredmény | Ellenfél Eredmény | Ellenfél Eredmény | Ellenfél Eredmény | Ellenfél Eredmény | Helyezés |
| --------------- | ----------------- | ----------------- | ------------------------ | ----------------- | ----------------- | ----------------- | ----------------- | ----------------- | -------- |
| Paris Inostroza | Párbajtőr, egyéni |                   | Max Heinzer (SUI) · 2–15 | kiesett           | kiesett           | kiesett           | kiesett           | kiesett           | 17.      |

Női
| Versenyző     | Versenyszám       | Selejtező                      | 32-es főtábla     | Nyolcaddöntő      | Negyeddöntő       | Elődöntő          | Bronz- mérkőzés   | Döntő             | Helyezés |
| Versenyző     | Versenyszám       | Ellenfél Eredmény              | Ellenfél Eredmény | Ellenfél Eredmény | Ellenfél Eredmény | Ellenfél Eredmény | Ellenfél Eredmény | Ellenfél Eredmény | Helyezés |
| ------------- | ----------------- | ------------------------------ | ----------------- | ----------------- | ----------------- | ----------------- | ----------------- | ----------------- | -------- |
| Caterin Bravo | Párbajtőr, egyéni | Corinna Lawrence (GBR) · 12–15 | kiesett           | kiesett           | kiesett           | kiesett           | kiesett           | kiesett           | 33.      |